# Мухолов рудолобий
Мухолов рудолобий (Poecilotriccus latirostris) — вид горобцеподібних птахів родини тиранових (Tyrannidae). Мешкає в Південній Америці.

## Підвиди
Виділяють сім підвидів:
- P. l. mituensis (Olivares, 1965) — південно-східна Колумбія (поблизу Міту, Ваупес);
- P. l. caniceps (Chapman, 1924) — південна Колумбія (на захід до Какети), північно-західна Бразилія (на схід до Тефе, Амазонас), східний Еквадор і східне Перу;
- P. l. latirostris (Pelzeln, 1868) — центральна бразильська Амазонія (від верхів'їв Журуа і Пурусу на схід до Парінтінса, Амазонас);
- P. l. mixtus (Zimmer, JT, 1940) — південно-східне Перу (Пуно) і північно-західна Болівія (Ла-Пас, Бені, Кочабамба);
- P. l. ochropterus (Allen, JA, 1889) — південно-західна Бразилія (від Мату-Гросу до Мату-Гросу-ду-Сул, півночі Сан-Паулу і крайнього північного заходу Парани) і крайній північний захід Парагваю;
- P. l. austroriparius (Todd, 1952) — схід бразильської Амазонії (правобережжя Тапажосу на заході штату Пара);
- P. l. senectus (Griscom & Greenway, 1937) —  північ бразильської Амазонії (від північно-східного Амазонасу до північно-західної Пари).

## Поширення і екологія
Рудолобі мухолови живуть в підліску вологих рівнинних тропічних лісів, на узліссях, галявинах, в чагарникових і прибережних заростях. Зустрічаються на висоті до 1100 м над рівнем моря.